# 丝叶葛缕子
丝叶葛缕子（学名：Carum buriaticum f. angustissimum）为伞形科葛缕子属田葛缕子下的一个变型。分布于中国大陆的东北等地，目前尚未由人工引种栽培。